# تعرفه‌ها در دور دوم ریاست جمهوری ترامپ

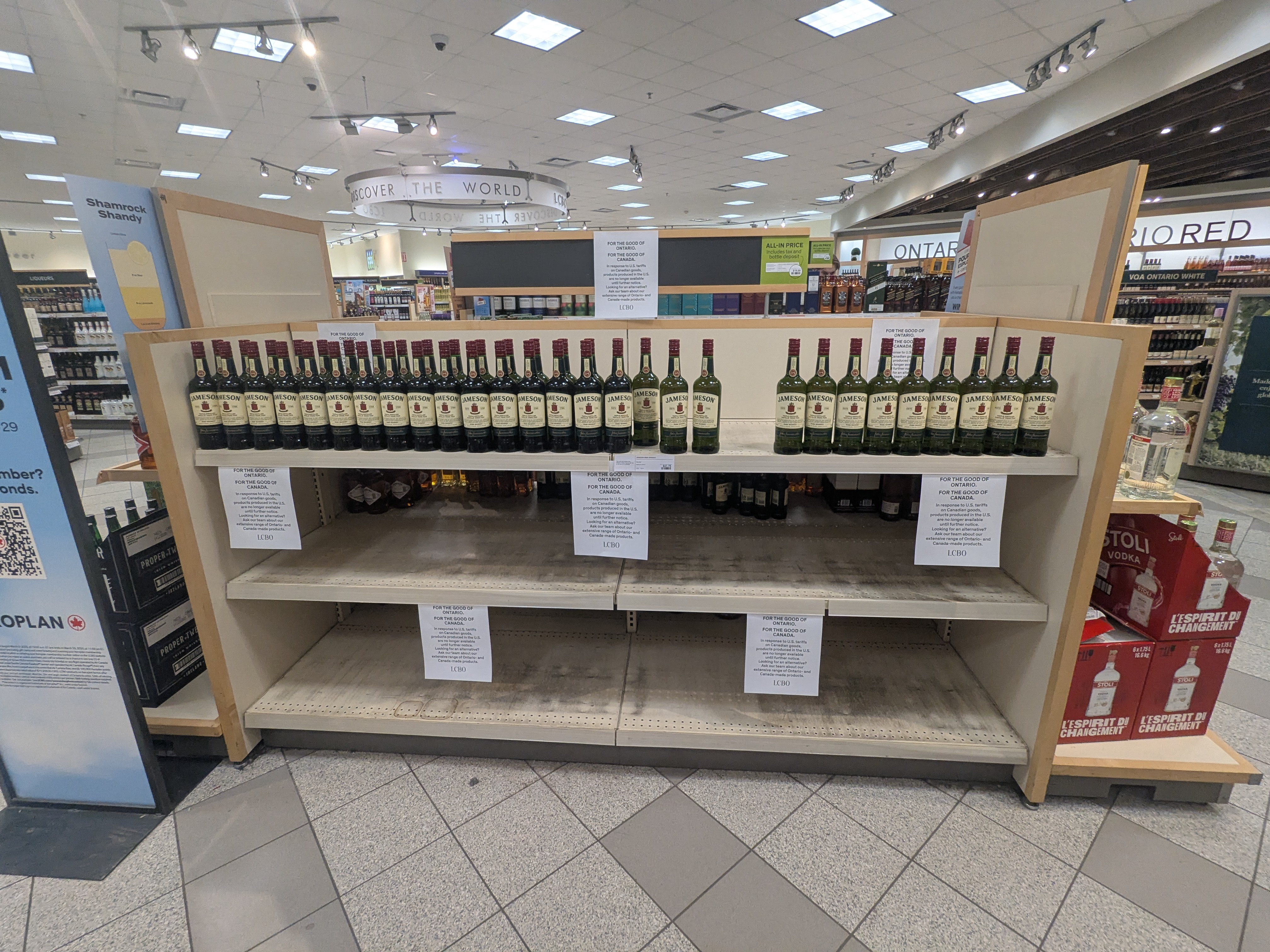
یک فروشگاه مشروبات الکلی در انتاریو که تمام محصولات آمریکایی را در پاسخ به تعرفه‌های ترامپ در مارس ۲۰۲۵ از قفسه‌های خود حذف کرده است.

تعرفه‌های دوم ترامپ ابتکارات تجاری هستند که توسط دونالد ترامپ در دوران دوم ریاست‌جمهوری او در ایالات متحده اعلام شدند. ترامپ همواره از تعرفه‌های وارداتی به عنوان روشی برای مذاکره در مورد معاملات و مقابله با کشورهایی که به گفته او از ایالات متحده «سوءاستفاده می‌کنند»، حمایت کرده است.
پس از انتخاب مجدد برای دومین دوره ریاست‌جمهوری که از سال ۲۰۲۵ آغاز می‌شود، ترامپ جنگ تجاری خود با چین را ادامه داد و یک جنگ تجاری جدید با کانادا و مکزیک آغاز کرد. در ۴ مارس ۲۰۲۵، ترامپ تعرفه‌ای ۲۵ درصدی بر تمام کالاهای کانادایی و مکزیکی به جز ۱۰ درصد بر انرژی کانادا و ۲۰ درصد بر تمام کالاهای چینی اعمال کرد، اما معافیت حداقلی (de minimis) را حفظ کرد. چندین کشور، از جمله کشورهای اتحادیه اروپا، مذاکرات پیشگیرانه‌ای را با ترامپ آغاز کردند تا از اختلافات تعرفه‌ای بیشتر جلوگیری کنند.
در فوریه ۲۰۲۵، ترامپ تعرفه‌هایی را اعلام کرد که به صورت جهانی اعمال می‌شد. تعرفه ۲۵ درصدی بر محصولات فولادی و آلومینیومی از ۱۲ مارس ۲۰۲۵ اجرایی می‌شود. علاوه بر این، ترامپ از اعضای کابینه خود خواست تا گزارشی در مورد تعرفه‌های متقابل احتمالی تا اوت ۲۰۲۵ ارائه دهند.

## زمینه
از دهه ۱۹۸۰، دونالد ترامپ همواره از استفاده از تعرفه‌های وارداتی به عنوان ابزاری برای تنظیم تجارت و مقابله با کشورهایی که به نظر او از آمریکا سوءاستفاده می‌کنند، حمایت کرده است. در طول کمپین‌های انتخاباتی خود، او وعده داد که از تعرفه‌ها برای حل مسائلی مانند کسری تجاری، امنیت مرزی و مراقبت از کودکان استفاده کند، هرچند اقتصاددانان اشاره می‌کنند که هزینه این تعرفه‌ها در نهایت بر دوش مصرف‌کنندگان و کسب‌وکارهای آمریکایی از طریق افزایش قیمت‌ها است. در دوران ریاست‌جمهوری، ترامپ تعرفه‌هایی بر واردات فولاد و آلومینیوم اعمال کرد که منجر به افزایش قابل توجه قیمت‌ها در آمریکا در مقایسه با بازارهای جهانی شد. سازمان تجارت جهانی این تعرفه‌ها را نقض قوانین تجارت جهانی اعلام کرد. ترامپ همچنین جنگ تجاری با چین را آغاز کرد و تعرفه‌های ۲۰ درصدی بر ۶۰ درصد از تجارت بین آمریکا و چین اعمال کرد، اقدامی که بسیاری آن را شکستی برای آمریکا دانستند.

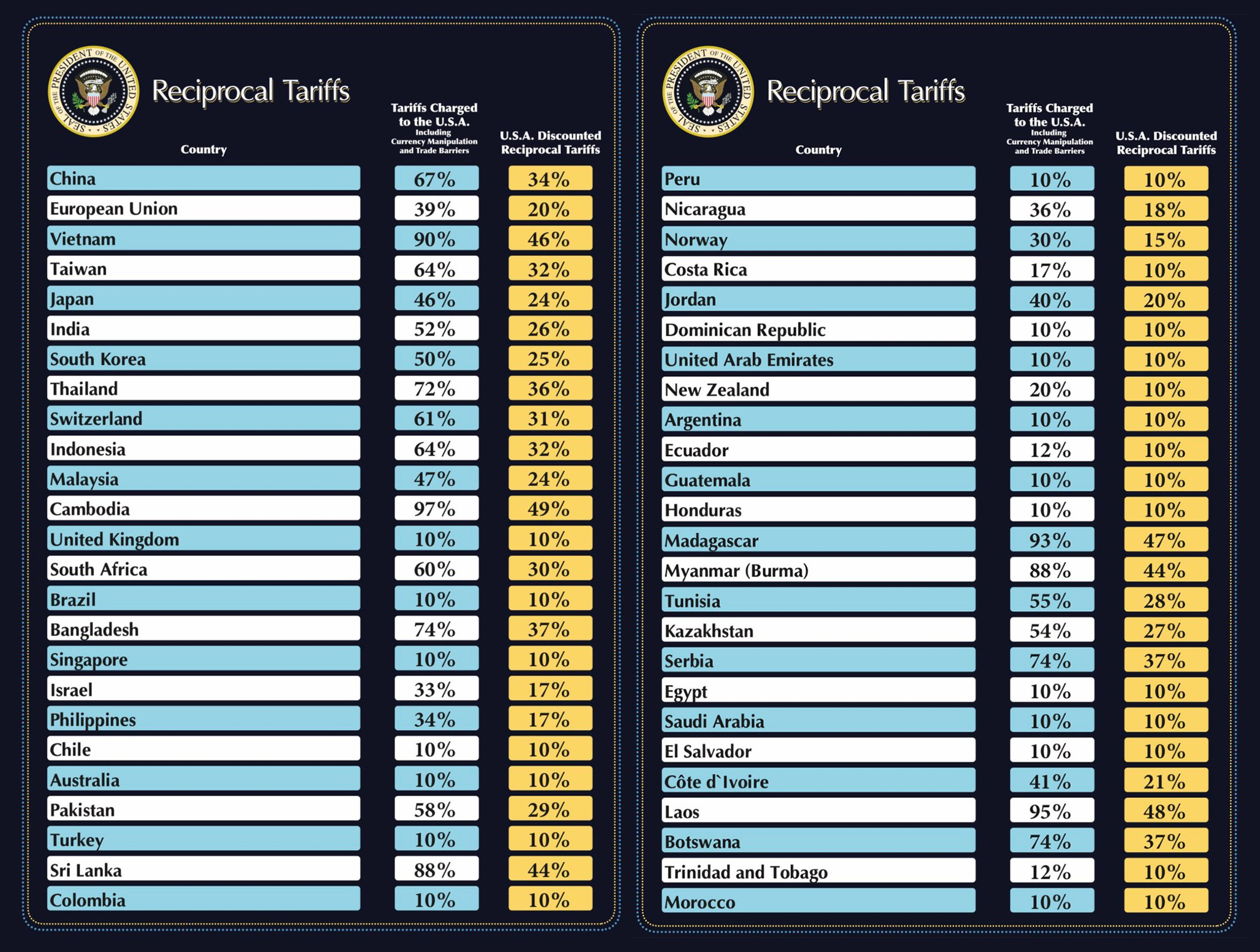
جدول تعرفه‌های دونالد ترامپ

در سال ۲۰۱۹، ترامپ با تهدید به اعمال تعرفه‌های تا ۲۵ درصد بر مکزیک، این کشور را وادار به تقویت اجرای قوانین مهاجرتی، از جمله استقرار نیروهای نظامی در مرزهای خود کرد. آمریکا، مکزیک و کانادا نفتا (NAFTA) را به‌روزرسانی کرده و آن را به توافق تجاری جدیدی به نام USMCA تبدیل کردند که تجارت بدون تعرفه بین این کشورها را حفظ می‌کرد. با این حال، ترامپ بعداً تعرفه ۱۰ درصدی بر آلومینیوم کانادا اعمال کرد و ادعا کرد که این محصول بازار آمریکا را اشباع کرده است، اما این تعرفه را تنها چند ساعت قبل از اقدام تلافی‌جویانه کانادا لغو کرد. با وجود برخی تعدیل‌ها، بسیاری از تعرفه‌های ترامپ تا آغاز دوره دوم ریاست‌جمهوری او باقی ماند.

## طرح‌ریزی
در طول کمپین انتخاباتی خود برای دوره دوم ریاست‌جمهوری، دونالد ترامپ وعده داد تعرفه‌های بزرگ‌تری نسبت به دوره اول اعمال کند، از جمله تعرفه ۶۰ درصدی بر چین، ۱۰۰ درصدی بر مکزیک و ۲۰ درصدی بر تمام کشورهای دیگر. او همچنین پیشنهاد کرد از تعرفه‌ها برای جریمه شرکت‌های آمریکایی که تولید را به خارج از کشور منتقل می‌کنند، استفاده کند، مانند اعمال تعرفه ۲۰۰ درصدی بر شرکت جان دیر. علاوه بر این، ترامپ پیشنهاد جایگزینی مالیات بر درآمد با درآمدهای حاصل از تعرفه‌ها را مطرح کرد، ایده‌ای که اقتصاددانان مؤسسه پیترسون و بنیاد مالیاتی آن را «از نظر ریاضی غیرممکن» دانستند.
ترامپ پیتر ناوارو، مشاور نزدیک اقتصادی خود، را به عنوان مشاور ارشد تجارت و تولید منصوب کرد. ناوارو، که به‌تازگی به دلیل عدم تمکین به احضاریه‌های کنگره مرتبط با تلاش‌ها برای لغو انتخابات ۲۰۲۰ زندانی شده بود، کتاب‌هایی نوشته است که در آن‌ها از شرکت‌ها به دلیل اولویت دادن به سود نسبت به مشاغل آمریکایی انتقاد می‌کند و استدلال می‌کند که تحلیل‌های اقتصادی سنتی آسیب‌های تجارت آزاد بر زندگی مردم را نادیده می‌گیرند. او از ایجاد یک نظام دائمی موانع تجاری برای کاهش کسری تجاری حمایت می‌کند. ناوارو در دوره اول ترامپ در نقش‌های مهم تجاری خدمت کرده بود، اما اغلب با مخالفت مقامات طرفدار بازار آزاد در دولت ترامپ، مانند گری کوهن، مواجه می‌شد که در اعتراض به تعرفه‌های فولاد و آلومینیوم ترامپ در سال ۲۰۱۸ استعفا داد. گزارش‌ها حاکی از آن است که ناوارو در دوره دوم دولت ترامپ نفوذ بیشتری خواهد داشت و با مخالفت کمتری روبرو خواهد شد.
در سخنرانی افتتاحیه خود در ۲۰ ژانویه ۲۰۲۵، ترامپ متعهد شد «بلافاصله بازنگری در سیستم تجاری ما را برای محافظت از کارگران و خانواده‌های آمریکایی آغاز کند. به جای اینکه شهروندان خود را مالیات بدهیم تا کشورهای دیگر غنی شوند، بر کشورهای خارجی تعرفه و مالیات اعمال خواهیم کرد تا شهروندان خود را غنی کنیم.»

## مسایل قانونی
در دوره اول ریاست جمهوری خود، ترامپ بر واردات فولاد و آلومینیوم طبق ماده ۲۳۲ قانون توسعه تجارت (TEA) تعرفه وضع کرد. این قانون به رئیس‌جمهور آمریکا اجازه می‌دهد تا بدون دخالت کنگره، واردات را تغییر دهد، مشروط بر اینکه وزیر بازرگانی تحقیقاتی انجام دهد، جلسات عمومی برگزار کند و تشخیص دهد که واردات امنیت ملی را تهدید می‌کند. ترامپ در دوره دوم ریاست جمهوری خود، ضمن لغو معافیت‌های قبلی، این تعرفه‌ها را تمدید کرد. همچنین، ترامپ تحقیقاتی را که قبلاً برای تهدید به تعرفه تحت ماده ۳۰۱ قانون تجارت سال ۱۹۷۴ استفاده می‌کرد، دوباره آغاز کرد.
در ابتدای دوره دوم ریاست جمهوری، ترامپ با اعلام چندین «وضعیت اضطراری ملی» مرتبط با امنیت مرزی، مهاجرت غیرقانونی و انرژی، قانون اضطرارهای ملی (NEA) و قانون اختیارات اقتصادی اضطراری بین‌المللی (IEEPA) را فعال کرد. اعلام این وضعیت‌های اضطراری به ترامپ اجازه داد تا بدون دخالت کنگره یا پیروی از رویه‌های مورد نیاز توسط TEA یا سایر قوانین تجاری، تعرفه وضع کند. در حالی که IEEPA برای تحریم‌ها استفاده می‌شد، هرگز قبلاً برای تعرفه‌ها استفاده نشده بود. ترامپ هنگام امضای دستورها اظهار داشت که اعلام وضعیت اضطراری «به این معنی است که شما می‌توانید هر کاری را که برای خروج از آن مشکل لازم است انجام دهید».
برای پایان دادن به یک وضعیت اضطراری ملی تحت NEA، یکی از اعضای کنگره می‌تواند قطعنامه ممتازی را ارائه دهد که نیاز به رای کنگره در عرض ۱۵ روز دارد. در فوریه ۲۰۲۵، دموکرات‌ها تیم کین و مارک وارنر رای‌گیری برای پایان دادن به وضعیت اضطراری ملی ترامپ در مورد انرژی را اجباری کردند، اما اکثریت جمهوری‌خواه سنا آن را شکست دادند. کین و سایر دموکرات‌ها برنامه‌ریزی کردند تا به وضعیت‌های اضطراری که تعرفه‌ها را بر کانادا و مکزیک توجیه می‌کنند، پایان دهند.
با این حال، یک بند اضافه شده به لایحه بودجه مارس ۲۰۲۵، این روند را مسدود کرد و اعلام کرد که بقیه سال «برای اهداف بخش ۲۰۲ قانون اضطرارهای ملی، روز تقویمی محسوب نمی‌شود». این مانع قانونی، تلاش‌های دموکرات‌ها برای لغو تعرفه‌های اعمال شده توسط ترامپ از طریق قطعنامه‌های کنگره را به‌طور قابل توجهی پیچیده کرد.
این اقدام در لایحه بودجه، نشان‌دهنده تلاش جمهوری‌خواهان برای حفظ کنترل بر سیاست‌های تجاری ترامپ و جلوگیری از دخالت کنگره بود. این موضوع، بحث‌های سیاسی شدیدی را در مورد اختیارات اجرایی رئیس‌جمهور در زمینه تجارت و امنیت ملی برانگیخت و بر تقسیمات عمیق سیاسی در کنگره تأکید کرد.

## تعرفه‌های چند ملیتی

### تعرفه بر واردات فولاد و آلومینیوم
در تاریخ ۱۲ مارس ۲۰۲۵، ایالات متحده تعرفه‌ای ۲۵ درصدی بر واردات فولاد و آلومینیوم اعمال کرد تا تولید داخلی را تقویت کند. هاوارد لوتنیک، وزیر بازرگانی، اعلام کرد که ترامپ قصد دارد به زودی تعرفه‌ای برای مس نیز در نظر بگیرد. اتحادیه اروپا و کانادا در واکنش، تعرفه‌های متقابلی اعلام کردند، در حالی که استرالیا، بریتانیا، ژاپن و برزیل ضمن انتقاد از این اقدام، از تلافی مستقیم خودداری کردند. در دوم آوریل، دامنه این تعرفه‌ها به قوطی‌های خالی آلومینیومی و آبجوهای کنسروی نیز گسترش یافت.
این اقدامات ادامه سیاست‌های دوره اول ریاست‌جمهوری ترامپ بودند که با حذف تمام معافیت‌ها و افزایش تعرفه آلومینیوم از ۱۰ درصد به ۲۵ درصد شدت بیشتری یافتند. دولت آمریکا استدلال کرد که معافیت‌های قبلی به‌طور ناخواسته به چین و کشورهای دارای مازاد ظرفیت فولاد و آلومینیوم اجازه سوءاستفاده داده بودند. به منظور جلوگیری از دور زدن تعرفه‌ها، ترامپ مقرر کرد که فولاد باید در داخل آمریکا ذوب و ریخته‌گری شود و آلومینیوم نیز باید در داخل کشور ذوب و قالب‌گیری گردد تا از معافیت تعرفه‌ای برخوردار شود.
در سال ۲۰۲۳، ایالات متحده ۴۴ درصد از آلومینیوم و ۲۶ درصد از فولاد مصرفی خود را وارد کرد. کانادا بزرگ‌ترین تأمین‌کننده هر دو محصول بود و بیش از نیمی از واردات آلومینیوم اولیه آمریکا را تشکیل می‌داد. هرچند آمریکا تا سال ۲۰۰۰ بزرگ‌ترین تولیدکننده آلومینیوم جهان بود، اما تا سال ۲۰۲۱ سهم آن به کمتر از ۲ درصد کاهش یافت که علت اصلی آن هزینه بالای برق و کاهش رقابت‌پذیری بود. در حالی که کارخانه‌های ذوب آلومینیوم اولیه در کانادا با ۹۵ درصد و به‌طور جهانی با ۸۸ درصد ظرفیت فعالیت می‌کردند، این رقم در آمریکا تنها ۵۵ درصد بود. آمریکا همچنان تولیدکننده مهم آلومینیوم ثانویه بود، اما این نوع آلومینیوم برای صنایع دفاعی و الکترونیکی کاربرد کمتری دارد.

### خودرو و قطعات خودرو
در ژانویه ۲۰۲۵، رئیس‌جمهور ترامپ تعرفه‌های گسترده‌ای را بر واردات خودرو و قطعات خودرو از کانادا و مکزیک اعلام کرد که زنجیره تأمین یکپارچه خودروسازی آمریکای شمالی را تهدید می‌کرد. به‌دلیل دهه‌ها تجارت آزاد از جمله توافق‌نامه USMCA، کارخانه‌های خودروسازی در آمریکا، کانادا و مکزیک به ارسال چندباره قطعات خودرو بین کشورها در مراحل مختلف تولید عادت کرده بودند. سه خودروساز بزرگ آمریکا—فورد، جنرال موتورز و استلانتیس—برای دریافت معافیت از تعرفه‌ها لابی کردند و هشدار دادند که این اقدامات بیش از آن‌که به رقبای خارجی آسیب بزند، شرکت‌های آمریکایی را متضرر خواهد کرد. مدیرعامل فورد هشدار داد که اعمال تعرفه ۲۵ درصدی بین مرزهای مکزیک و کانادا می‌تواند ضربه‌ای بی‌سابقه به صنعت خودروسازی آمریکا وارد کند. ترامپ در نهایت موافقت کرد که بر خودروهایی که با مقررات USMCA مطابقت دارند، تعرفه‌ها را با تأخیر اعمال کند. با این حال، برندهایی که خارج از چارچوب USMCA فعالیت می‌کردند، مانند بی‌ام‌و که در کانادا و مکزیک تولید می‌کردند، از ۴ مارس ۲۰۲۵ تحت تأثیر این تعرفه‌ها قرار گرفتند و بی‌ام‌و تصمیم گرفت این هزینه‌ها را تا اول مه ۲۰۲۵ خود تقبل کند.
معافیت مربوط به توافق‌نامه USMCA در تاریخ ۳ آوریل به پایان رسید و ترامپ تعرفه ۲۵ درصدی را بر تمامی خودروهای وارداتی، از جمله خودروهای ساخت مکزیک و کانادا اعمال کرد. همچنین اعلام شد که تا نهایتاً سوم مه، این تعرفه‌ها شامل محتویات غیرآمریکایی در خودروهایی که در داخل آمریکا مونتاژ می‌شوند نیز خواهد شد. کاخ سفید این اقدام را در راستای تقویت تولید داخلی و ایجاد درآمد مالیاتی ۱۰۰ میلیارد دلاری توجیه کرد و یادآور شد که تقریباً نیمی از ۱۶ میلیون خودرویی که آمریکایی‌ها در سال ۲۰۲۴ خریدند، وارداتی بودند.
در همان روزی که تعرفه‌های جدید اعلام شد، شرکت استلانتیس اعلام کرد که به‌طور موقت برخی از کارخانه‌های خود در کانادا و مکزیک را تعطیل خواهد کرد و ۹۰۰ کارمند آمریکایی خود را موقتاً اخراج می‌کند تا تأثیرات این تعرفه‌ها را ارزیابی کند. این تصمیمات نشان‌دهنده اثرات فوری سیاست‌های جدید تجاری دولت ترامپ بر صنعت خودروسازی و نیروی کار مرتبط با آن در ایالات متحده بود.

### پیشنهادهای اضافی

#### مالیات بر خدمات دیجیتال
در تاریخ ۲۱ فوریه ۲۰۲۵، ترامپ با صدور یادداشتی ریاست‌جمهوری از دفتر نماینده تجاری ایالات متحده (USTR) و مقاماتی مانند پیتر ناوارو خواست تا مالیات بر خدمات دیجیتال (DST) را مورد بررسی قرار دهند و در صورت لزوم اقدامات تلافی‌جویانه اتخاذ کنند. در کنار این یادداشت، یک برگه اطلاعات نیز منتشر شد که تأکید داشت قوانین بازارهای دیجیتال و خدمات دیجیتال اتحادیه اروپا (DMA و DSA) نیز تحت بررسی قرار خواهند گرفت.
مالیات بر خدمات دیجیتال، نوعی مالیات بر درآمد حاصل از خدمات دیجیتال مانند تبلیغات آنلاین و فروش داده‌های کاربران است. این مالیات‌ها به کشورها این امکان را می‌دهند که از شرکت‌های چندملیتی که در قلمرو آن‌ها خدمات دیجیتال ارائه می‌دهند، مالیات دریافت کنند. در دوره اول ریاست‌جمهوری ترامپ، تحقیقات USTR منجر به تهدید به اعمال تعرفه علیه چندین کشور شد که تحت اختیارات قانون تجارت ۱۹۷۴ انجام می‌شد.
در تاریخ ۸ اکتبر ۲۰۲۱، بیش از ۱۳۵ کشور شرکت‌کننده در مذاکرات OECD با یک طرح دوستونه برای اصلاح نظام مالیاتی جهانی و حذف DSTها توافق کردند که به «توافق جهانی مالیات» معروف شد. مهلت اجرای ستون اول تا ۳۱ دسامبر ۲۰۲۳ بود اما بعداً تا پایان سال ۲۰۲۴ تمدید شد. با این حال، در ژانویه ۲۰۲۵، ترامپ از ستون دوم این توافق خارج شد و بسیاری از کشورها همچنان به اعمال DST ادامه می‌دهند.

#### تعرفه‌های ثانویه
| کشور                  | نرخ تعرفه |
| --------------------- | --------- |
| سایر کشورها           | ۱۰٪       |
| الجزایر               | ۳۰٪       |
| آنگولا                | ۳۲٪       |
| بنگلادش               | ۳۷٪       |
| بوسنی و هرزگوین       | ۳۵٪       |
| بوتسوانا              | ۳۷٪       |
| برونئی                | ۲۴٪       |
| کامبوج                | ۴۹٪       |
| کامرون                | ۱۱٪       |
| چاد                   | ۱۳٪       |
| چین                   | ۳۴٪       |
| جمهوری دموکراتیک کنگو | ۱۱٪       |
| گینه استوایی          | ۱۳٪       |
| اتحادیه اروپا         | ۲۰٪       |
| جزایر فالکلند         | ۴۱٪       |
| فیجی                  | ۳۲٪       |
| گویان                 | ۳۸٪       |
| هند                   | ۲۶٪       |
| اندونزی               | ۳۲٪       |
| عراق                  | ۳۹٪       |
| اسرائیل               | ۱۷٪       |
| ساحل عاج              | ۲۱٪       |
| ژاپن                  | ۲۴٪       |
| اردن                  | ۲۰٪       |
| قزاقستان              | ۲۷٪       |
| لائوس                 | ۴۸٪       |
| لسوتو                 | ۵۰٪       |
| لیبی                  | ۳۱٪       |
| لیختن‌اشتاین           | ۳۷٪       |
| ماداگاسکار            | ۴۷٪       |
| مالاوی                | ۱۷٪       |
| مالزی                 | ۲۴٪       |
| موریس                 | ۴۰٪       |
| مولدووا               | ۳۱٪       |
| موزامبیک              | ۱۶٪       |
| میانمار               | ۴۴٪       |
| نامیبیا               | ۲۱٪       |
| نائورو                | ۳۰٪       |
| نیکاراگوئه            | ۱۸٪       |
| نیجریه                | ۱۴٪       |
| مقدونیه شمالی         | ۳۳٪       |
| نروژ                  | ۱۵٪       |
| پاکستان               | ۲۹٪       |
| فیلیپین               | ۱۷٪       |
| صربستان               | ۳۷٪       |
| آفریقای جنوبی         | ۳۰٪       |
| کره جنوبی             | ۲۵٪       |
| سری‌لانکا              | ۴۴٪       |
| سوئیس                 | ۳۱٪       |
| سوریه                 | ۴۱٪       |
| تایوان                | ۳۲٪       |
| تایلند                | ۳۶٪       |
| تونس                  | ۲۸٪       |
| وانواتو               | ۲۲٪       |
| ونزوئلا               | ۱۵٪       |
| ویتنام                | ۴۶٪       |
| زامبیا                | ۱۷٪       |
| زیمبابوه              | ۱۸٪       |

در دوره دوم ریاست‌جمهوری ترامپ، سیاست جدیدی به نام «تعرفه‌های ثانویه» معرفی شد که مشابه تحریم‌های ثانویه است. برخلاف تعرفه‌های اولیه که مستقیماً یک کشور خاص را هدف قرار می‌دهند، تعرفه‌های ثانویه کشورها یا نهادهای ثالثی را مجازات می‌کنند که با کشور هدف تجارت دارند.
در تاریخ ۲۴ مارس و پس از اقداماتی مانند اخراج مهاجران ونزوئلایی، ترامپ با صدور یک فرمان اجرایی، تعرفه‌ای ۲۵ درصدی بر کشورهایی اعمال کرد که از ونزوئلا نفت خریداری می‌کنند. او سپس تهدید کرد که تعرفه‌های ثانویه را علیه کشورهایی که از روسیه نفت می‌خرند نیز اعمال خواهد کرد، مگر اینکه روسیه با اوکراین به توافق صلح برسد. همچنین تهدیداتی علیه کشورهایی که با ایران تجارت می‌کنند نیز مطرح شد.

## سیاست تعرفه متقابل
در تاریخ ۱۳ فوریه ۲۰۲۵، ترامپ به کارکنان خود دستور داد تا در مورد موانع تجاری پولی و غیرپولی که توسط کشورهای دیگر اعمال شده‌اند تحقیق کنند و برای مقابله و مجازات این کشورها، تعرفه‌های «متقابل» سفارشی برای هر کشور طراحی کنند. او به آن‌ها دستور داد عواملی مانند تعرفه‌های موجود، نرخ ارز، و تراز تجاری را در تحلیل‌هایشان در نظر بگیرند. «لاتنیک» گفت تیم او تا تاریخ اول آوریل ۲۰۲۵ طرحی آماده خواهد کرد. ترامپ اعلام کرد که تعرفه‌های متقابل را در تاریخ ۲ آوریل ۲۰۲۵ که آن را «روز آزادی» نامید، رونمایی خواهد کرد.
در تاریخ ۲ آوریل ۲۰۲۵، ترامپ وضعیت اضطراری ملی اعلام کرد تا با آنچه آن را «کسری تجاری بزرگ و مداوم آمریکا» توصیف کرد، مقابله کند. این اقدام به او اجازه داد تا با استفاده از قانون اختیارات اقتصادی در شرایط اضطراری بین‌المللی (IEEPA)، تعرفه‌ای ۱۰ درصدی بر تمام واردات به آمریکا اعمال کند که از ۵ آوریل ۲۰۲۵ اجرایی می‌شود. او همچنین اعلام کرد که تعرفه‌های بالاتری برای ۵۷ کشور و قلمرو از تاریخ ۹ آوریل اعمال خواهد شد. کاخ سفید تأیید کرد که این تعرفه‌ها علاوه بر اقدامات موجود در مورد واردات چین اعمال می‌شوند، که در نتیجه آن نرخ تعرفه مؤثر بر کالاهای چینی پس از ۹ آوریل ۲۰۲۵ به ۵۴ درصد خواهد رسید. نشریه «پولیتیکو» این اقدامات را «مهم‌ترین اقدام حمایت‌گرایانه تجاری ایالات متحده از دهه ۱۹۳۰» توصیف کرد، زمانی که کنگره قانون تعرفه اسموت-هاولی را تصویب کرد.

### کالاهای مستثنا شده
کالاهای زیر مشمول تعرفه‌های اضافی (از جمله تعرفه پایه ۱۰ درصدی) نشدند:
- تمامی اقلام مشمول بند 1702(b) از قانون 50 USC، از جمله کتاب‌ها و سایر مواد اطلاعاتی
- محصولات فولاد و آلومینیوم که جداگانه تحت تأثیر تعرفه ۲۵ درصدی فراگیر بخش ۲۳۲ قرار گرفتند
- خودروها و قطعات خودرو که جداگانه تحت تأثیر تعرفه ۲۵ درصدی فراگیر بخش ۲۳۲ قرار گرفتند
- مس، داروها، نیمه‌هادی‌ها، اقلام چوب، برخی مواد معدنی حیاتی، و انرژی و محصولات انرژی (برخی از این‌ها تحت بررسی برای تعرفه‌های بخش ۲۳۲ قرار دارند)
- هر محصولی که در آینده مشمول تعرفه‌های بخش ۲۳۲ شود
- کالاهای وارداتی از مکزیک و کانادا که مطابق با توافقنامه آمریکا-مکزیک-کانادا (USMCA) باشند، مگر کالاهایی که مشمول تعرفه‌های بخش ۲۳۲ شوند

### توسعه سیاست تعرفه‌ها
رویترز گزارش داد که دولت ترامپ برای طراحی تعرفه‌های متقابل با مشکل مواجه بود، چرا که هر یک از ۱۸۶ کشور عضو سازمان جهانی گمرک تعرفه‌های متفاوتی اعمال می‌کردند. در ابتدا، دولت آمریکا در نظر داشت کشورها را به سه دسته با موانع تجاری بالا، متوسط، و پایین تقسیم کند. بعدها، مقاماتی مانند اسکات بسنت و کوین هستت به شبکه فاکس بیزنس گفتند که دولت تمرکز خود را بر بزرگ‌ترین شرکای تجاری آمریکا خواهد گذاشت و برای هر یک، نرخ تعرفه اختصاصی تعیین خواهد کرد.
هستت اظهار داشت که «بیش از ۱۰۰ کشور عملاً هیچ تعرفه‌ای بر کالاهای ما ندارند و موانع غیرتعرفه‌ای نیز ندارند» و فقط «۱۰ تا ۱۵ کشور» نگرانی اصلی هستند.
با این حال، ترامپ در تاریخ ۳۰ مارس به خبرنگاران گفت: «نمی‌دانم چه کسی به شما گفته ۱۰ یا ۱۵ کشور»، و این عدد را یک «شایعه» خواند. او گفت قصد دارد بر «همه کشورها» تعرفه اعمال کند. با وجود اینکه بسیاری از کشورها در هفته‌های منتهی به ۲ آوریل تلاش کردند با آمریکا توافقاتی داشته باشند، هیچ معافیتی اعطا نشد.
عدم شفافیت باعث بی‌ثباتی اقتصادی و کاهش شاخص‌های بورس شد. مارس ۲۰۲۵ بدترین ماه برای بازار بورس آمریکا از دسامبر ۲۰۲۲ بود؛ شاخص S&P 500 بیش از ۵ درصد افت کرد و شاخص نزدک نیز بیش از ۱۰ درصد در فصل کاهش یافت.
اقتصاددانان و کارشناسان تجاری اظهار داشتند که ترامپ در سخنرانی «روز آزادی» خود بارها ادعاهای نادرست و اغراق‌آمیز در مورد تجارت و تعرفه‌ها مطرح کرد. گروه ING اشاره کرد که طرح این سیاست با بخش تجارت منصفانه پروژه ۲۰۲۵ که توسط ناوارو نوشته شده هم‌راستا بود. وزیر خزانه‌داری، اسکات بسنت، خطاب به «تمام کشورها» گفت: «تلافی نکنید، فقط نظاره کنید و ببینید چه می‌شود، چون اگر تلافی کنید، این موضوع شدت خواهد گرفت.»

### فرمول محاسبه تعرفه متقابل
مدتی پس از اعلام سیاست، روزنامه‌نگار مالی جیمز سوروویکی گزارش داد که سیاست نهایی تعرفه‌های متقابل، ارزش موانع تجاری یک کشور را با تقسیم کسری تجاری آمریکا با آن کشور بر میزان صادرات آن کشور به آمریکا محاسبه می‌کند. سپس، نرخ تعرفه «متقابل» با نصف کردن این عدد به دست می‌آید.
مثلاً، کسری تجاری کالاهای آمریکا با چین در سال ۲۰۲۴ برابر با ۲۹۵ میلیارد دلار بود. این عدد را اگر بر واردات ۴۳۹ میلیارد دلاری از چین تقسیم کنیم، عدد ۰٫۶۷ یا ۶۷٪ به دست می‌آید؛ بنابراین تعرفه محاسبه‌شده برای چین ۶۷٪ بود، که نیمی از آن یعنی حدود ۳۳٫۵٪ به عنوان تعرفه متقابل اعمال شد.
دولت ترامپ بعداً فرمول محاسبه موانع تجاری خود را به‌صورت آنلاین منتشر کرد که به همان معادله ساده‌شده منتهی می‌شد. در این فرمول از ضرایب کشش (ε = ۴) و φ = ۰٫۲۵ استفاده شده بود، که ضرب آن‌ها (ε × φ = ۱) تأثیری بر باقی محاسبات نداشت.
دفتر نماینده تجاری ایالات متحده اعلام کرد که این تعرفه‌ها «به‌گونه‌ای محاسبه شده‌اند که تراز کسری تجاری دوجانبه بین آمریکا و شرکای تجاری‌اش را متعادل کنند» و هدف آن «رسیدن به کسری تجاری دوجانبه صفر» است. یکی از مقامات کاخ سفید به نیویورک پست گفت که این تعرفه‌ها مبتنی بر این مفهوم‌اند که «کسری تجاری ما با هر کشور، نتیجه تمام اقدامات تجاری آن کشور و همه تقلب‌هاست.»
نشریه پلیتیکو گزارش داد که بسیاری از اقتصاددانان معتقد بودند «نرخ‌های اعمال‌شده بر بیشتر کشورها ارتباط کمی با موانعی داشتند که آن کشورها بر کالاها و خدمات آمریکایی اعمال کرده‌اند.»

## تعرفه‌های خاص بر اساس کشور

### چین
در تاریخ ۱ فوریه ۲۰۲۵، ترامپ فرمان اجرایی شماره ۱۴۱۹۵ را امضا کرد که تعرفه‌ای جدید به میزان ۱۰٪ بر تمام واردات از چین اعمال می‌کرد. این فرمان که از ۴ فوریه اجرایی شد، بنا به درخواست شورای امنیت ملی ایالات متحده صادر شده بود. در پاسخ، چین در تاریخ ۱۰ فوریه تعرفه‌هایی به میزان ۱۵٪ بر زغال‌سنگ و گاز طبیعی مایع (LNG) و ۱۰٪ بر نفت و ماشین‌آلات کشاورزی اعمال کرد. همچنین چین شرکت‌های PVH Corp. و Illumina را به «فهرست نهادهای غیرقابل اعتماد» افزود، تحقیقاتی ضد انحصاری علیه گوگل آغاز کرد، و محدودیت‌هایی بر صادرات برخی فلزات از جمله تنگستن اعمال نمود.
مشاوره اقتصادی بریتانیایی Capital Economics برآورد کرد که آمریکا بر کالاهایی به ارزش حدود ۴۵۰ میلیارد دلار از چین تعرفه وضع کرده، در حالی که تعرفه‌های تلافی‌جویانه چین تنها حدود ۲۰ میلیارد دلار از کالاهای آمریکایی را هدف قرار داده‌اند. به گفته «جولیان ایوانز-پریچارد»، رئیس بخش اقتصاد چین این مؤسسه، «اقدامات چین نسبت به اقدامات آمریکا بسیار ملایم‌تر بودند». رویترز نیز نوشت که پاسخ محدود چین نشان‌دهنده تلاشی برای مذاکره با ترامپ به‌منظور جلوگیری از یک جنگ تجاری تمام‌عیار بود.
در تاریخ ۴ مارس ۲۰۲۵، ترامپ تعرفه‌ها را از ۱۰٪ به ۲۰٪ افزایش داد. در همان روز، چین اعلام کرد که از ۱۰ مارس بر مرغ، گندم، ذرت و پنبه آمریکا تعرفه ۱۵٪ و بر سورگوم، سویا، گوشت خوک، گوشت گاو، محصولات دریایی، میوه‌ها، سبزیجات و لبنیات تعرفه ۱۰٪ اعمال خواهد کرد. همچنین، چین تحقیقاتی دربارهٔ دور زدن تعرفه‌ها در مورد فیبر نوری وارداتی از آمریکا آغاز کرد و واردات چوب از آمریکا را تعلیق نمود و مجوزهای واردات سویا برای سه شرکت آمریکایی را لغو کرد.
در تاریخ ۳۰ مارس ۲۰۲۵، چین، کره جنوبی، و ژاپن در جلسه‌ای میان مقامات ارشد تجاری توافق کردند که همکاری‌های تجاری آزاد خود را، از جمله در زنجیره تأمین، تقویت کنند تا به تعرفه‌های ترامپ پاسخ دهند.
فروشگاه‌های زنجیره‌ای والمارت و کاستکو از برخی تأمین‌کنندگان چینی خواستند که به دلیل تعرفه‌ها قیمت‌ها را کاهش دهند. وزارت بازرگانی چین در تاریخ ۱۲ مارس با Walmart گفتگوهایی انجام داد.
در تاریخ ۲۶ مارس، ترامپ پیشنهاد داد که شاید برای رسیدن به توافق دربارهٔ فروش تیک تاک (برند)، تعرفه‌های چین را کاهش دهد.
در ۴ آوریل ۲۰۲۵، دولت چین در پاسخ تعرفه‌ای ۳۴٪ بر تمام واردات از آمریکا وضع کرد که از ۱۰ آوریل اجرایی خواهد شد.

### کانادا و مکزیک
در ۲۵ نوامبر ۲۰۲۴، پس از پیروزی مجدد در انتخابات، ترامپ اعلام کرد که بر تمام واردات از کانادا و مکزیک تعرفه‌ای ۲۵ درصدی وضع خواهد کرد، مگر اینکه این دو کشور اقدامی جدی علیه مهاجرت غیرقانونی و قاچاق مواد مخدر، به‌ویژه فنتانیل، انجام دهند. کلودیا شینباوم، رئیس‌جمهور مکزیک و جاستین ترودو، نخست‌وزیر کانادا، در تلاش برای کاهش تنش‌ها برآمدند.
اگرچه ترودو اشاره کرد که کمتر از ۱٪ از عبورهای غیرقانونی مرزی و قاچاق فنتانیل به آمریکا از کانادا منشأ می‌گیرد، اما در ۱۶ دسامبر ۲۰۲۴ طرحی امنیتی به ارزش ۱٫۳ میلیارد دلار برای مرز آمریکا–کانادا ارائه کرد. با این وجود، ترامپ در ۱ فوریه دستور داد که تعرفه‌ها از ۴ فوریه اجرایی شوند، هرچند برای محصولات انرژی کانادایی تعرفه کاهش‌یافته ۱۰٪ در نظر گرفت. گفته می‌شود که مشاوران ترامپ، پیتر ناوارو و استیون میلر، هدایت مذاکرات اقتصادی را بر عهده داشتند.
ترودو و شینباوم اقدامات ترامپ را محکوم کردند و تهدید به واکنش فوری اقتصادی کردند، اما در ۳ فوریه توافقی برای تأخیر یک‌ماهه در اجرای تعرفه‌ها حاصل شد. طبق این توافق، مکزیک متعهد شد ۱۰ هزار سرباز در مرز با آمریکا مستقر کند و کانادا وعده داد یک مقام مسئول ویژه برای مبارزه با فنتانیل منصوب کرده و طرح امنیتی مرزی خود را ادامه دهد. در مقابل، ترامپ قول داد که برای مهار قاچاق سلاح به مکزیک اقدام کرده و با کانادا در یک نیروی مشترک ضد جنایت همکاری کند.
در ۲۷ فوریه، ترامپ اعلام کرد که «مواد مخدر همچنان از مکزیک و کانادا به کشور ما وارد می‌شوند» و اجرای تعرفه‌ها را از ۴ مارس تأیید کرد. کانادا در پاسخ تعرفه ۲۵٪ بر کالاهای آمریکایی به ارزش ۲۰ میلیارد دلار (۳۰ میلیارد دلار کانادا) اعمال کرد، با برنامه‌هایی برای گسترش آن به ۸۵ میلیارد دلار (۱۲۵ میلیارد دلار کانادا). مکزیک نیز برای واکنش در تاریخ ۹ مارس آماده شد.
روزنامه وال‌استریت ژورنال هشدار داد که این تعرفه‌ها می‌توانند «روابط آمریکا با دو شریک تجاری بزرگ خود را به‌طور اساسی تغییر دهند» و روند چند دهه‌ای گسترش تجارت آزاد را معکوس کنند.
جنگ تجاری آغازشده باعث افت بازار سهام و نگرانی‌های اقتصادی، به‌ویژه برای خرده‌فروشان و خودروسازان شد. لاتنیک به‌سرعت از احتمال کاهش تعرفه‌ها خبر داد: «رئیس‌جمهور در حال بررسی پیشنهادهای مکزیک و کانادا است. او به‌دنبال راه‌حلی میانه می‌گردد.» در همان روز (۵ مارس)، ترامپ تعرفه‌ها بر خودروسازان همسو با USMCA را به تعویق انداخت. روز بعد، این تأخیر به تمام کالاهای مطابق با USMCA تعمیم یافت—که شامل ۵۰٪ از واردات مکزیک و ۳۸٪ از واردات کانادا می‌شد—تا ۲ آوریل.
دولت مکزیک پیش‌بینی کرد که این نسبت تا چند هفته به ۸۵ تا ۹۰ درصد خواهد رسید. کانادا اعلام کرد که تعرفه‌های اولیه خود را حفظ خواهد کرد اما افزایش‌های برنامه‌ریزی‌شده را متوقف می‌کند. ده‌ها هزار نفر از مردم مکزیک در میدان مرکزی مکزیکوسیتی به همراه شینباوم جشن گرفتند.
اگرچه انتظار می‌رفت معافیت USMCA در ۲ آوریل به پایان برسد، در همان روز کاخ سفید اعلام کرد که این معافیت به‌طور نامحدود ادامه خواهد یافت. با این حال، ترامپ فرمان‌های جدیدی امضا کرد که تعرفه ۲۵٪ بر واردات فولاد، آلومینیوم، خودرو و قطعات خودرو از هر کشوری، از جمله کانادا و مکزیک، اعمال می‌کند. کانادا، که بزرگ‌ترین تأمین‌کننده فولاد و آلومینیوم آمریکا است، به‌شدت تحت تأثیر این تعرفه‌ها قرار گرفت و در ۱۳ مارس با اعمال تعرفه ۲۵٪ بر ۲۰٫۶ میلیارد دلار دیگر از کالاهای آمریکایی (۲۹٫۸ میلیارد دلار کانادا) واکنش نشان داد.

### اتحادیه اروپا
پیش از آغاز دومین دوره ریاست‌جمهوری‌اش، ترامپ تهدید کرد که در صورتی که اتحادیه اروپا مازاد تجاری خود با آمریکا را کاهش ندهد—از طریق افزایش واردات خودروهای آمریکایی، محصولات کشاورزی، و نفت و گاز—تعرفه‌هایی علیه آن اعمال خواهد کرد. حجم تجارت میان آمریکا و اتحادیه اروپا در سال ۲۰۲۳ به رکورد ۱٫۶ تریلیون دلار رسید. کمیسیون اروپا تأکید کرد که گرچه آمریکا در کالاها با اتحادیه اروپا کسری تجاری دارد، اما این کسری با مازاد در بخش خدمات جبران می‌شود.
در تاریخ ۲ فوریه ۲۰۲۵، ترامپ به خبرنگاران گفت که به‌زودی قصد دارد بر اتحادیه اروپا تعرفه وضع کند و همچنین احتمال تعرفه بر بریتانیا را مطرح کرد، اما گفت «آن یکی احتمالاً قابل حل است».
برخی از رهبران اتحادیه اروپا تهدید به تلافی فوری کردند، در حالی که دیگران نگرانی خود را از شعله‌ور شدن دوباره تورم جهانی ابراز داشتند. نخست‌وزیر لهستان، دونالد توسک، گفت: «باید همه تلاش خود را بکنیم تا از این جنگ تعرفه‌ای کاملاً غیرضروری و احمقانه جلوگیری کنیم.»
در تاریخ ۴ فوریه ۲۰۲۵، وزرای تجارت اتحادیه اروپا در ورشو گرد هم آمدند تا دربارهٔ تهدیدهای ترامپ بحث کنند. در ۷ فوریه، اتحادیه اروپا پیشنهاد کاهش تعرفه واردات خودرو از ۱۰٪ به نزدیک نرخ ۲٫۵٪ آمریکا را ارائه داد و اعلام کرد خرید گاز طبیعی مایع و تجهیزات نظامی آمریکایی را افزایش خواهد داد.
در تاریخ ۲۵ فوریه، رئیس‌جمهور فرانسه، امانوئل مکرون، با ترامپ در کاخ سفید دیدار کرد تا او را متقاعد کند از آغاز جنگ تجاری با اروپا خودداری کند و تمرکز خود را بر چین بگذارد.
در ۱۲ مارس، پس از اجرایی شدن تعرفه‌های جهانی ترامپ بر فولاد و آلومینیوم، اتحادیه اروپا برنامه تلافی‌جویانه‌ای دو مرحله‌ای اعلام کرد. قرار بود این برنامه از ۱ آوریل آغاز شود، اما اجرای هر دو مرحله تا اواسط آوریل به تعویق افتاد.
- مرحله اول: بازگرداندن تعرفه‌هایی است که در سال‌های ۲۰۱۸ و ۲۰۲۰ در پاسخ به تعرفه‌های ترامپ در دوره اول ریاست‌جمهوری‌اش وضع شده بودند. این تعرفه‌ها در آن زمان ۶٫۳ میلیارد یورو ارزش داشتند، اما در سال ۲۰۲۵ به ۴٫۵ میلیارد یورو کاهش یافته‌اند (به دلیل برگزیت و کاهش تجارت آمریکا–اتحادیه اروپا). این اقدامات در سال ۲۰۲۳ در پی مذاکرات با جو بایدن معلق شده بودند.
- مرحله دوم: اعمال تعرفه‌هایی بر ۱۸ میلیارد یورو از کالاهای صنعتی و کشاورزی آمریکایی از جمله فولاد، آلومینیوم، لوازم خانگی، چوب، مرغ، گوشت گاو و سایر اقلام غذایی.

ترامپ تهدید کرد که در پاسخ به تعرفه ۵۰٪ اتحادیه اروپا بر ویسکی آمریکایی، تعرفه‌ای ۲۰۰٪ بر الکل‌های اروپایی اعمال خواهد کرد.
برند لانگه، رئیس کمیته تجارت بین‌المللی پارلمان اروپا (INTA)، پیشنهاد داد که اتحادیه اروپا در پاسخ، «بر خدمات دیجیتال که آمریکا در آن‌ها مازاد بزرگی دارد» تعرفه وضع کند.
یک نظرسنجی از YouGov در کشورهای دانمارک، فرانسه، آلمان، ایتالیا، اسپانیا، سوئد و بریتانیا نشان داد که اکثریت مردم—از ۷۹٪ در دانمارک تا ۵۶٪ در ایتالیا—از اعمال تعرفه‌های تلافی‌جویانه بر واردات آمریکا در صورت ادامه تعرفه‌های آن کشور حمایت می‌کنند.

### بریتانیا
بریتانیا تصمیم گرفت به تعرفه‌های ترامپ بر فلزات پاسخ تلافی‌جویانه ندهد. ریچل ریوز، صدراعظم حزب کارگر، اعلام کرد که مذاکرات دربارهٔ احتمال کاهش «مالیات خدمات دیجیتال» (DST) بریتانیا در جریان است تا از بروز مناقشات تجاری بیشتر با آمریکا جلوگیری شود. این مالیات که در سال ۲۰۲۰ معرفی شد، ۲٪ از درآمد شرکت‌های بزرگ دیجیتال را دریافت می‌کند و سالانه حدود ۸۰۰ میلیون پوند درآمد ایجاد می‌کند.
این پیشنهاد با انتقاد حزب لیبرال دموکرات مواجه شد که آن را «بخشش مالیاتی به ایلان ماسک، زاکربرگ و دیگر اربابان فناوری آمریکا» خواند و خواستار افزایش آن به ۶٪ شد.
در تاریخ ۳ آوریل ۲۰۲۵، دولت بریتانیا فهرستی ۴۱۷ صفحه‌ای منتشر کرد و از شرکت‌های بریتانیایی خواست محصولاتی را معرفی کنند که اعمال تعرفه بر آن‌ها کمترین آسیب را به کسب‌وکارشان وارد می‌کند.

### هند
در فوریه ۲۰۲۵، نخست‌وزیر هند، نارندرا مودی، به کاخ سفید سفر کرد تا دربارهٔ تعرفه‌ها مذاکره کند و توافقی را پیش ببرد که هدف آن دو برابر کردن تجارت دوجانبه تا ۵۰۰ میلیارد دلار در سال ۲۰۳۰ بود.
میانگین وزنی تعرفه‌های تجاری هند ۱۲٪ و آمریکا ۲٫۲٪ است. ترامپ به همین دلیل بارها هند را «پادشاه تعرفه»، «سوءاستفاده‌گر تعرفه‌ای» و «سوءاستفاده‌گر بزرگ تجاری» خطاب کرد.
تحلیل‌ها پیش‌بینی کردند که اقدامات متقابل تعرفه‌ای تأثیرات اقتصادی قابل توجهی بر هند خواهد داشت. مؤسسه تحقیقاتی Citi Research تخمین زد که هند سالانه ممکن است ۷ میلیارد دلار ضرر کند. یک تحلیل داخلی هند نشان داد که تعرفه‌های متقابل ۸۷٪ از صادرات هند به آمریکا را تحت تأثیر قرار خواهد داد که ارزش آن ۶۶ میلیارد دلار است. صادرات دارویی و خودرویی به ارزش ۱۱ میلیارد دلار بیشترین آسیب را خواهند دید. پیش‌بینی شد که تعرفه‌ها بر اقلامی مانند مروارید، سوخت‌های معدنی، و ماشین‌آلات بین ۶٪ تا ۱۰٪ افزایش یابد.
هند برای کاهش تنش‌ها اقدامات مختلفی انجام داد، از جمله کاهش تعرفه بر موتورسیکلت و ویسکی، بررسی تعرفه‌های دیگر، و پیشنهاد افزایش واردات انرژی و تجهیزات دفاعی از آمریکا.
در ماه بعد، رویترز گزارش داد که هند در حال مذاکره برای یک توافق تجاری با آمریکا است و آماده کاهش یا حذف تعرفه بر ۵۵٪ از واردات آمریکایی به ارزش ۲۳ میلیارد دلار است. البته، دولت هند هشدار داد که این پیشنهاد به شرط لغو تعرفه‌های متقابل ارائه شده و هنوز نهایی نشده است.

### سایر کشورها
در تاریخ ۲۶ ژانویه ۲۰۲۵، اختلافی بین آمریکا و کلمبیا ایجاد شد، پس از آنکه رئیس‌جمهور کلمبیا، گوستاوو پترو، اجازه فرود دو هواپیمای نظامی آمریکا حامل اتباع کلمبیایی اخراج‌شده را نداد. پترو گفت که رفتار با این افراد در پروازهای نظامی تحقیرآمیز است و اعلام کرد تنها پروازهای غیرنظامی را خواهد پذیرفت.
در پاسخ، ترامپ دستور اعمال تعرفه ۲۵٪ بر کلمبیا و مقاماتش را صادر کرد که در صورت عدم تغییر موضع پترو، در عرض یک هفته به ۵۰٪ افزایش می‌یافت. پترو نیز در واکنش، تعرفه ۲۵٪ بر آمریکا وضع کرد که آن هم قرار بود به ۵۰٪ برسد. چند ساعت بعد، آمریکا اعلام کرد که کلمبیا با «پذیرش بدون قید و شرط» بازگشت اتباع اخراجی، حتی با هواپیماهای نظامی، موافقت کرده است. دولت کلمبیا تأیید کرد که به پذیرش این افراد ادامه خواهد داد و شرایطی «محترمانه» برای آن‌ها فراهم می‌کند.
در نوامبر ۲۰۲۴ و ژانویه ۲۰۲۵، ترامپ کشورهای بریکس را تهدید کرد که در صورت تلاش برای جایگزینی دلار آمریکا به عنوان ارز ذخیره جهانی، با تعرفه‌های ۱۰۰٪ مواجه خواهند شد.
در ۲۴ مارس ۲۰۲۵، ترامپ تهدید کرد که بر واردات از کشورهایی که از ونزوئلا نفت و گاز خریداری می‌کنند، تعرفه ۲۵٪ اعمال خواهد کرد.
ترامپ در آوریل ۲۰۲۵ تعرفه‌ای بر روسیه اعلام نکرد، زیرا تحریم‌ها به دلیل جنگ اوکراین باعث شده‌اند که «عملاً هیچ تجارتی میان دو کشور باقی نماند». گفته شده تجارت آمریکا با روسیه در سال ۲۰۲۴ تنها ۳٫۵ میلیارد دلار بوده، در حالی که این رقم در سال ۲۰۲۱، پیش از حمله به اوکراین، ۳۵ میلیارد دلار بود.